# Ophiocrossota multispina
Ophiocrossota multispina är en ormstjärneart som först beskrevs av Ljungman 1867.  Ophiocrossota multispina ingår i släktet Ophiocrossota och familjen fransormstjärnor. Inga underarter finns listade i Catalogue of Life.